# Василько-Дмитро Мстиславич
Василько-Дмитро Мстиславич (? — 31 травня 1223) — князь козельський (1216–1223) з династії Рюриковичів, гілки Ольговичів. Син Мстислава Святославича, князя чернігівського. Хрещене ім'я — Дмитро. Загинув у битві на Калці разом із батьком.

## Сім'я
- Батько: Мстислав-Пантелеймон Святославич, князь чернігівський.
- Мати: Марія, яська княжна, сестра дружини Всеволода Велике Гніздо.
- Брати:

- Іван Мстиславич, князь козельський (1223–1238).

- Дружина: Мамелфа